# العلاقات الكندية الناميبية
العلاقات الكندية الناميبية هي العلاقات الثنائية التي تجمع بين كندا وناميبيا.

## مقارنة بين البلدين
هذه مقارنة عامة ومرجعية للدولتين:
| وجه المقارنة                                              | كندا                     | ناميبيا      |
| --------------------------------------------------------- | ------------------------ | ------------ |
| المساحة (كم2)                                             | 9.98 مليون               | 825.62 ألف   |
| عدد السكان (نسمة)                                         | 35.70 مليون              | 2.53 مليون   |
| الكثافة السكانية (ن./كم²)                                 | 3.58                     | 3.06         |
| العاصمة                                                   | أوتاوا                   | ويندهوك      |
| اللغة الرسمية                                             | لغة إنجليزية، لغة فرنسية | لغة إنجليزية |
| العملة                                                    | دولار كندي               | دولار ناميبي |
| الناتج المحلي الإجمالي (بليون دولار)                      | 1.65 تريليون             | 13.24 مليار  |
| الناتج المحلي الإجمالي (تعادل القوة الشرائية) بليون دولار | 1.59 تريليون             | 25.60 مليار  |
| الناتج المحلي الإجمالي الاسمي للفرد دولار أمريكي          | 43.25 ألف                | 4.67 ألف     |
| الناتج المحلي الإجمالي للفرد دولار أمريكي                 | 45.07 ألف                | 9.96 ألف     |
| مؤشر التنمية البشرية                                      | 0.913                    | 0.628        |
| رمز المكالمات الدولي                                      | +1                       | +264         |
| رمز الإنترنت                                              | .ca                      | .na          |
| المنطقة الزمنية                                           |                          | ت ع م+02:00  |

## منظمات دولية مشتركة
يشترك البلدان في عضوية مجموعة من المنظمات الدولية، منها:
| علم المنظمة | اسم المنظمة                        | تاريخ انضمام كندا | تاريخ انضمام ناميبيا |
| ----------- | ---------------------------------- | ----------------- | -------------------- |
|             | البنك الإفريقي للتنمية             | ?                 | ?                    |
|             | يونسكو                             | 4 نوفمبر 1946     | 2 نوفمبر 1978        |
|             | مؤسسة التمويل الدولية              | 20 يوليو 1956     | 25 سبتمبر 1990       |
|             | منظمة حظر الأسلحة الكيميائية       | ?                 | ?                    |
|             | الأمم المتحدة                      | 9 نوفمبر 1945     | 23 أبريل 1990        |
|             | الاتحاد الدولي للاتصالات           | 1 يوليو 1908      | 25 يناير 1984        |
|             | منظمة الشرطة الجنائية الدولية      | ?                 | ?                    |
|             | البنك الدولي للإنشاء والتعمير      | 27 ديسمبر 1945    | 25 سبتمبر 1990       |
|             | الاتحاد البريدي العالمي            | ?                 | ?                    |
|             | وكالة ضمان الاستثمار متعدد الأطراف | 12 أبريل 1988     | 25 سبتمبر 1990       |
|             | منظمة التجارة العالمية             | ?                 | ?                    |
|             | دول الكومنولث                      | ?                 | ?                    |

## وصلات خارجية
- موقع وزارة الخارجية الكندية